# Franz Sedlacek (calciatore)
Franz "Benjamin" Sedlacek, scritto anche Franz Sedlaceck (Vienna, 4 settembre 1892 – Vienna, 18 luglio 1933), è stato un allenatore di calcio e calciatore austriaco, di ruolo difensore.

## Carriera
È cresciuto nelle giovanili del DFC Praga e poi in quelle del Viktoria Vienna, successivamente ha militato nel Wiener AC e nel Wiener AF, oltre ad aver fatto parte per alcuni anni della Nazionale austriaca.
In Italia ha allenato diverse squadre, quali il Vicenza nella stagione 1922-1923, il Venezia dal 1925 al 1927, anno in cui passò alla guida della Lazio fino al 1928, quando fu esonerato dalla società romana all'inizio della seconda stagione sulla panchina biancoceleste. Successivamente viene ingaggiato da altri club tra Polonia e Germania prima di far ritorno in Austria.

## Palmarès

### Giocatore

#### Club
- Campionato austriaco: 1

Wiener AF: 1913-1914